# Leegebruch
Leegebruch é um município da Alemanha, situado no distrito de Oberhavel, no estado de Brandemburgo. Tem 6,44 km² de área, e sua população em 2019 foi estimada em 6.920 habitantes.